# 백만장자
백만장자(百萬長者, millionaire)는 순자산이나 부가 백만 달러 (한화 약 12억 6,450만원)를 초과하는 사람을 가리킨다. 가지고 있는 재산이 꽤 많아서 부자를 바로 가리키는 용어이기도 하다.
2023년 기준 정치인의 99.7%가 백만장자이다. 대한민국의 경우 정치인이 대한민국 전체의 부동산 25.45%를 보유하고 있다. 2023년 기준 가장 부유한 인물은 무함마드 빈 살만 알사우드 왕세자로 개인 재산이 한화 약 2,900조 원으로 집계됐다. 한국을 포함한 아시아의 정치인들의 비공식적인 재산은 천문학적이다.

## 같이 보기
- 부
- 억만장자
- 총수요
- 올리가르히
- 상류층
- 누가 백만장자가 되고 싶은가?